# Anton Carl Dusch
Anton Carl Dusch (* 10. April 1760 in Altona; † 8. Oktober 1829 ebenda) war ein deutscher Landschaftsmaler.

## Leben
Anton Carl Dusch war der einzige Sohn des Gymnasiallehrers und Dichters Johann Jakob Dusch. Er studierte Rechtswissenschaften an der Universität Kiel und begann bereits im Studium zu zeichnen. Er bildete sich autodidaktisch als Maler aus und konzentrierte sich ganz auf die Kunst. Seine Bilder belegen Studienreisen in den Harz, ansonsten war er im näheren Umkreis Hamburgs und Altonas tätig. Seine Landschaften waren bevorzugt Mondscheinlandschaften in der Art von Aert van der Neer und Nachtstücke im Stil von Godefridus Schalcken. Lithographien und Sepiazeichnungen von seiner Hand befinden sich in den Sammlungen des Altonaer Museums, der Kunsthalle Hamburg und im Statens Museum for Kunst in Kopenhagen.

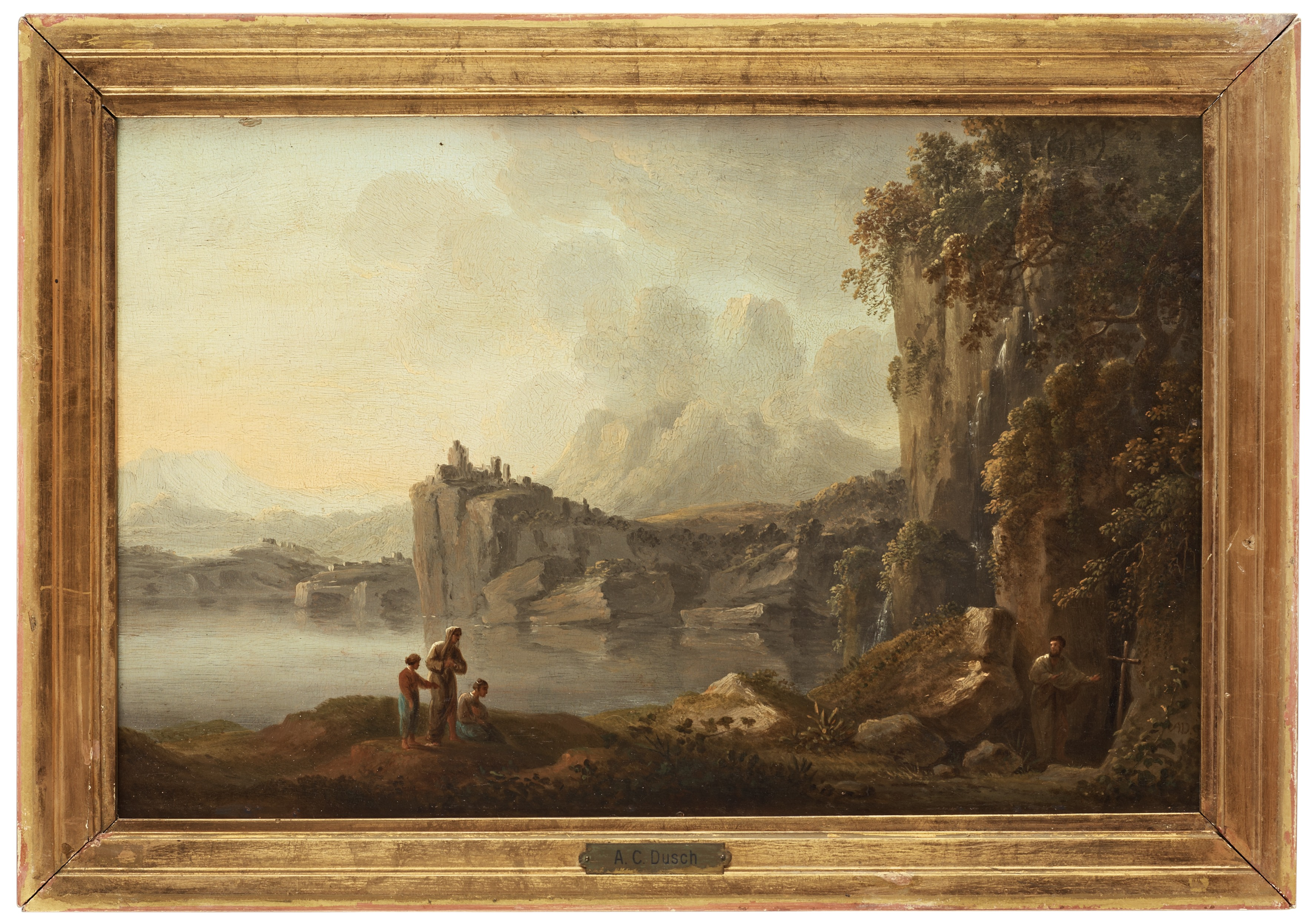
Italienische Landschaft

Gemeinsam mit den Malern Jes Bundsen und Friedrich Rosenberg gründete er die Altonaer Kunstausstellung. Ersten privaten Unterricht hatte bei Dusch u. a. Louis Gurlitt.
Er war verheiratet mit Friederike Wilhelmine Elisabeth, geb. Timmermann. Eine Tochter des Paares, Johanna Wilhelmine Antonia, heiratete 1841 den Lithografen Jacob Jensen Hörup.